# Hatidža Mehmedović
Hatidža Mehmedović właśc. Hatidža Bektić; ur. 1 marca 1952 we wsi Bektići k. Sućeski, zm. 22 lipca 2018 w Sarajewie) – bośniacka działaczka społeczna, założycielka stowarzyszenia Matki Srebrenicy.

## Życiorys
Urodziła się jako Hatidža Bektić w wiosce Bektići niedaleko Srebrenicy. Ukończyła szkołę podstawową, wyszła za mąż za Abdula Mehmedovicia i zamieszkała w Vidikovacu, miała dwóch synów (Azmira i Almira). W czasie wojny w Bośni i Hercegowinie, w 1995 do Srebrenicy wkroczyły oddziały serbskie, dowodzone przez Ratko Mladicia. W czasie selekcji, Hatidža została oddzielona od męża i dwóch dorosłych już synów i ewakuowana do Kladanja k. Tuzli. W masakrze dokonanej przez Serbów zginęli mąż i synowie Hatidžy, a także dwóch jej braci Edhem i Hamed. W 1996 znaleziono ciało najmłodszego syna Hatidžy, Almira. Ciała pozostałych członków rodziny zostały odnalezione w jednym z masowych grobów w pobliżu Srebrenicy. Po ich identyfikacji, spoczęły na cmentarzu ofiar ludobójstwa w Potočari.

## Działalność społeczna
Do 2002 Hatidža Mehmedović mieszkała na przedmieściach Sarajewa. W 2002 przeprowadziła się do swojego domu w Vidikovacu, była jedną z pierwszych kobiet, które straciły bliskich w Srebrenicy i zdecydowały się powrócić do dawnego miejsca zamieszkania. Mehmedović założyła stowarzyszenie Matki Srebrenicy, skupiające kobiety, których krewni zginęli w masakrze. Organizacja zajmowała się zbieraniem środków na wsparcie rodzin ofiar, działała także na rzecz osądzenia sprawców masakry. Hatidža Mehmedović pełniła funkcję pierwszej prezeski stowarzyszenia.
W listopadzie 2017 wyjechała do Hagi, aby wziąć udział w procesie Ratko Mladicia. Skazanie Mladicia określiła mianem "kropli w oceanie". Po zakończeniu procesu apelowała, aby rozliczyć wszystkich odpowiedzialnych za zbrodnie w Bośni i Hercegowinie. W ostatnich latach życia działała na rzecz upamiętnienia ofiar Srebrenicy. Zmarła w lipcu 2018 w szpitalu w Sarajewie, z powodu raka piersi. Pochowana we wsi Sućeska.